# TCEP
Трис(2-карбоксиэтил)фосфин гидрохлорид (TCEP) — органическое вещество, водорастворимый восстанавливающий реагент, часто используемый в биохимии и молекулярной биологии.

## Получение
Доступен коммерчески, но также его можно получить по реакции гидролиза трис(2-цианэтил)фосфина под действием соляной кислоты. Получаемый продукт фильтруют и перекристаллизовывают из воды.

## Химические свойства

### Восстановление органических соединений
Кристаллический TCEP устойчив на воздухе в течение нескольких месяцев. В растворе он устойчив как в кислой, так и в щелочной среде, но менее устойчив в фосфатных буферах, особенно при нейтральном рН, поэтому его в данном случае его готовят непосредственно перед использованием.
Типичным применением TCEP в органической химии является восстановление различных классов соединений: сульфоксидов, сульфонилхлоридов, N-оксидов, азидов. Все те же превращения можно провести при помощи других фосфинов, но TCEP и образующийся из него оксид водорастворимы, что позволяет отделять его методом экстракции. Другим преимуществом TCEP является его устойчивость на воздухе и отсутствие запаха. TCEP не восстанавливает сульфонаты, но этот недостаток можно обойти, если сульфонаты предварительно превратить в сульфонилхлориды.

### Восстановление дисульфидов
Применение в биологии связано преимущественно с восстановлением дисульфидных связей в пептидах и белках, как in vitro, так и in vivo. Впервые эта реакция была осуществлена в 1969 году с участием человеческого γ-глобулина. TCEP оказался более удобным по сравнению с другими известными восстановителями, такими как 2-меркаптоэтанол дитиоэритрол, дитиотреитол, поскольку последние необходимо использовать в большом мольном избытке. TCEP проводит восстановление практически необратимо, пригоден для использования в кислой среде, не участвует реакциях обмена между тиолами и дисульфидами. Он толерантен к ряду буферных растворов и различным функциональным группам, представленным в биологических условиях.

### Использование в биоконъюгации
TCEP является распространённым выбором при генерировании Cu(I) в реакции азид-алкинового циклоприсоединения.